# ソユーズTM-9
ソユーズTM-9は、ロシアの宇宙ステーションミールへの9度目の往来である。

## 乗組員
- アナトリー・ソロフィエフ(2)
- アレクサンドル・バランジン(1)

## ミッションハイライト
ドッキングの間、ミールの乗組員は、接近しつつあるソユーズTM-9の帰還モジュールを覆う8つの耐熱ブランケットのうち3つが取れかかっていることに気付いた。帰還モジュールが冷却されているか、また内部の気圧が高くなり、電子機器がショートしていることが懸念された。また、耐熱ブランケットが赤外線センサーを阻害し、再突入に向けた姿勢制御ができない可能性も指摘された。
また、別の懸念も持ち上がった。帰還モジュールとサービスモジュールをつなぐ爆発ボルト及び耐熱シールドが宇宙空間に直に晒され機能しなくなり、宇宙遊泳による修理によってさらに損傷が与えられた。これに対応するために、1人の宇宙飛行士だけが乗ったソユーズTM-10が、救助のために派遣されることになった。宇宙遊泳で、3つのうち2つの耐熱ブランケットを折り畳み、もう1つはそのまま放置された。再突入の際に、通常は軌道モジュールが最初に排出されるが、耐熱ブランケットによる妨害を防ぐため、軌道モジュールとサービスモジュールが同時に排出された。その結果、帰還モジュールには何の障害も現れず、通常どおり行なわれた。